# Cryptanura variegata
Cryptanura variegata är en stekelart som först beskrevs av Brulle 1846.  Cryptanura variegata ingår i släktet Cryptanura och familjen brokparasitsteklar. Inga underarter finns listade i Catalogue of Life.